# Taťána Kocembová
Taťána Kocembová (Ostrava, 2 maggio 1962) è un'ex velocista cecoslovacca, specializzata nei 400 metri piani e vincitrice di due medaglie d'argento ai Mondiali di Helsinki 1983.

## Biografia
Agli Europei di atletica del 1982, tenutisi ad Atene, conquista la medaglia di bronzo nella sua specialità, i 400 m piani con il tempo di 50"55.
L'anno seguente, ai Mondiali di Helsinki, ottiene due medaglie d'argento sui 400 m e con la staffetta 4×400 metri. Nei 400 m, con il tempo di 48"59, stabilisce anche il suo primato personale, che la posiziona attualmente al quinto posto tra le atlete più veloci di sempre sulla distanza.
Nel 1984 vince il titolo sui 400 m agli Europei indoor di Göteborg.

## Record nazionali

### Seniores
Record nazionali cechi
- Staffetta 4×100 metri: 42"98 ( Zurigo, 18 agosto 1982) (Štěpánka Sokolová, Radislava Šoborová, Taťána Kocembová, Jarmila Kratochvílová)
- Staffetta 4×400 metri: 3'20"32 ( Helsinki, 14 agosto 1983) (Taťána Kocembová, Milena Matějkovičová, Zuzana Moravčíková, Jarmila Kratochvílová)

## Palmarès
| Anno | Manifestazione | Sede      | Evento      | Risultato | Prestazione | Note                          |
| ---- | -------------- | --------- | ----------- | --------- | ----------- | ----------------------------- |
| 1982 | Europei indoor | Milano    | 400 m piani | 4ª        | 51"62       |                               |
| 1982 | Europei        | Atene     | 400 m piani | Bronzo    | 50"55       |                               |
| 1982 | Europei        | Atene     | 4×400 m     | Argento   | 3'22"17     |                               |
| 1983 | Mondiali       | Helsinki  | 400 m piani | Argento   | 48"59       | Miglior prestazione personale |
| 1983 | Mondiali       | Helsinki  | 4×400 m     | Argento   | 3'20"32     | Record nazionale              |
| 1984 | Europei indoor | Göteborg  | 400 m piani | Oro       | 49"97       |                               |
| 1986 | Europei indoor | Madrid    | 400 m piani | 4ª        | 53"16       |                               |
| 1986 | Europei        | Stoccarda | 400 m piani | 6ª        | 51"50       |                               |